# PGC 1723333
LEDA/PGC 1723333 ist eine Spiralgalaxie im Sternbild Löwe auf der Ekliptik. Sie ist schätzungsweise 1 Milliarde Lichtjahre von der Milchstraße entfernt und hat einen Durchmesser von etwa 130.000 Lichtjahren.
Im selben Himmelsareal befinden sich u. a. die Galaxien NGC 3098, PGC 1721260, PGC 1724094, PGC 1727284.